# Незабутнє (фільм, 1967)
«Незабутнє» — радянський художній фільм режисера Юлії Солнцевої, знятий за військовим оповіданням Олександра Довженка "Україна в огні" на кіностудії «Мосфільм» в 1967 році. Прем'єра фільму відбулася 30 серпня 1967 року. У зйомках фільму брали участь війська Київського військового округу.

## Сюжет
Дія фільму охоплює події, які відбувалися в 1941—1943 роках. Німецька армія окупувала територію України. Доля радянського народу показана на прикладі родини Чабанів, голова сім'ї Петро Чабан проводив п'ятьох синів на службу в Червону Армію. Коли в село прийшли німці, для того, щоб мати можливість допомагати підпільникам і партизанам, Петро став старостою свого села. За передачу відомостей партизанам, він був схоплений і кинутий в табір для військовополонених. Убивши поліцая Максима Заброда, який охороняв табір, він захоплює зброю, здійснює втечу і разом з іншими втікачами він приєднується до партизанів. Його дочка Олеся, яка була насильно депортована до Німеччини, біжить звідти й повертається в згоріле рідне село. Тут вона зустрічає свою подругу, партизанку Христю, від якої дізнається, що її батько командир в одному з партизанських загонів. Дружина Петра, Тетяна Чабан вкривала у себе вдома збитих над їхнім селом радянських льотчиків, але за доносом поліцая поранених бійців і відважну жінку схопили. Льотчиків розстріляли, а їх захисницю повісили поруч з будинком. Дізнавшись про те, що трапилося, її чоловік і діти, дають урочисту клятву бити ворога до повної перемоги над ним. Червона Армія відвойовує рідну землю, серед червоноармійців, які йдуть у наступ, Олеся зустрічає свого коханого Василя, про який весь цей час не мала звісток. Попри страшні картини руїни та запустіння, у героїв стрічки немає сумніву, що мирне життя неминуче вступить у свої права.

## У ролях
- Євген Бондаренко — Петро Чабан
- Зінаїда Дехтярьова — Тетяна Чабан
- Ірина Короткова — Олеся Чабан
- Юрій Фісенко — Василь
- Георгій Тараторкін — Іван Чабан
- Світлана Кузьміна — Христя
- Леонід Бакштаєв — Дехтярьов
- Сергій Плотников — Максим Заброда
- Яніс Мелдеріс — Людвіг Краузе
- Валентінс Скулме — Ернест Краузе
- Євген Бочаров — німецький офіцер-фотограф
- Павло Винник — офіцер на пересильному пункті
- Валентина Владимирова — мати дезертира
- Ія Маркс — вербувальниця
- Василь Дашенко — Запорожець, пасічник

## Знімальна група
- Режисер-постановник:  Юлія Солнцева
- Оператор-постановник:  Дільшат Фатхуллін
- Композитор: Олексій Муравльов
- Художник-постановник: Микола Усачов
- Звукооператор: Ю. Рабинович
- Режисер: М. Полєнков
- Оператор: В. Ковальський
- Художник по костюмах: Е. Прієде
- Художник-гример: С. Калініна
- Монтажер: Л. Печієва
- Редактор: В. Карен
- Оператор комбінованих зйомок:  Микола Ренков
- Художник комбінованих зйомок: Б. Носков
- Головний військовий консультант: Маркіян Попов
- Директор: Р. Бут